# Sakata Gintoki
Gintoki Sakata (坂田 銀時, Sakata Gintoki) est un personnage de fiction de la franchise manga et anime Gintama du mangaka Hideaki Sorachi. Gintoki est le protagoniste du manga et son nom sert comme base du titre du manga. Il est introduit comme un ancien samouraï rebelle vivant dans une version fictive du Japon des années 1860, après avoir été envahi et transformé par des extraterrestres. Gintoki a autrefois combattu lors de la guerre Joi (guerre des rebelles), jusqu'à un événement tragique où il n'a pas pu protéger ce pour quoi il se battait, ce qui l'a conduit à fonder le "Yorozuya Gin-chan" (万事屋銀ちゃん) (où Yorozuya (万事屋) signifie littéralement "travailleur de 10 000 métiers"), choisissant de vivre en tant que freelance à Edo. Par la suite, Shinpachi Shimura et Kagura décident de rester et de travailler avec lui, formant une famille choisie. Au fil de la série, plus de détails sur le passé de Gintoki sont révélés, le conduisant à rencontrer d'anciens amis devenus ennemis. En tant que personnage principal, Gintoki apparaît dans la plupart des épisodes de la série anime, ainsi que dans d'autres médias liés à la franchise, y compris les films et tous les jeux vidéo dérivés ainsi que les OAV. 

## Description
Gintoki est le protagoniste de la saga et son nom sert de base pour le titre de l'œuvre. Il est présenté comme un samouraï rebelle qui vit dans une version alternative du Japon des années 1860, alors envahi par des aliens, appelés Amanto. Gintoki s'est battu contre les Amantos lors de la guerre causée par l'invasion. Il vit maintenant comme homme à tout faire à Edo avec Shimura Shinpachi et Kagura dans le but de payer le loyer. L'avancée dans le récit permet de dévoiler les détails sur le passé de Gintoki, ce qui va le pousser à affronter d'ancien amis.

## Création et développement
Sorachi a créé le personnage après les suggestions de ses éditeurs d'avoir un samouraï aux cheveux d'argent. Il allait à l'origine être basé sur Hijikata Toshizō, le vice-capitaine des forces spéciales du Shinsen gumi. Cependant, Sorachi a changé d'avis car il ne voulait pas que le personnage principal travaille dans une organisation et a refait son design. 
Alors qu'il réfléchissait au nom d'un manga, le rédacteur en chef de Hideaki Sorachi lui a dit: « Pensez-vous qu'un samouraï d'argent serait cool ? » Cela a inspiré Sorachi à créer le personnage principal après avoir décidé que la série devrait s'appeler Gintama. Le plan initial de Sorachi pour sa première grande série était de le centrer autour d'une version fictive du Shinsengumi, principalement pour surfer sur la vague de Shinsengumi!, un drame japonais mettant en vedette des acteurs idoles en tant que célèbre force de police spéciale japonaise. Cependant, la version de Sorachi devait être aussi irréaliste que possible; il voulait des hommes et des femmes possédant des traits bizarres qui ne ressemblaient en rien au Shinsengumi original, et qui sont devenus par la suite les ébauches des nombreux personnages qui feront partie de son manga. L'un des personnages de cet ensemble était un homme aux cheveux d'argent qui devait être la représentation du membre Hijikata Toshizō. Sorachi aimait particulièrement Hijikata et voulait que ce personnage soit le héros de sa série malgré le manque de similitudes avec le vrai Hijikata.
Alors que Sorachi adorait le design qu'il avait créé pour son Hijikata aux cheveux argentés, il n'arrivait pas à définir son caractère ni à déterminer son rôle dans la série. Il envisageait d'abandonner le personnage, et son éditeur a failli le contraindre à renoncer à lui, d'autant plus que le concept original du Shinsengumi était en train de s'effondrer. Finalement, il fut décidé que le personnage aux cheveux argentés deviendrait un protagoniste original, tandis que le Shinsengumi serait dépeint comme des antagonistes comiques. En lui attribuant rapidement le surnom de "Gin-san", le concept original d'Hijikata aux cheveux argentés fut abandonné, et Sorachi recréa le personnage de zéro pour en faire le freelance aux yeux paresseux qu'il deviendrait dans la série. Le concept derrière le personnage de Gintoki repose sur l'idée qu'il est une personne forte qui n'appartient à aucune organisation et a tendance à ignorer les règles. Bien que Gintoki soit vaguement inspiré de Sakata Kintoki, Sorachi n'avait pas l'intention de faire de Gintoki un descendant de Sakata. Contrairement aux héros classiques des séries de manga, Gintoki ne subit pas de développement concernant son personnage. Cela est lié à son passé, car plusieurs aspects de sa vie ont changé à cause de l'invasion des Amanto, et il souhaite que certaines choses restent inchangées.
Dans la série animée Gintoki a été doublé par Tomokazu Sugita qui a apprécié son personnage. Lorsqu'il a appris qu'il avait été choisi pour doubler le personnage principal de Gintama, Sugita voulait se démarquer pour correspondre au personnage. Cependant, il a ensuite adopté une vision plus large du personnage de Gintoki. En comprenant que Gintoki vit grâce au soutien de nombreuses personnes, Sugita a changé d'état d'esprit lorsqu'il prêtait sa voix au personnage.

## Apparence

### Dans Gintama
Gintoki Sakata est un ancien samouraï devenu freelance, vivant dans une époque où des extraterrestres appelés les Amanto ont envahi la Terre après la guerre Joi, un conflit où ces derniers ont triomphé des forces Joi. Enfant, il a été enseigné par Shoyo Yoshida, dont les camarades de classe étaient deux de ses futurs alliés Joi, Kotaro Katsura et Shinsuke Takasugi. Shoyo a été injustement accusé d'avoir tenté de lever une armée, ce qui a conduit à sa capture, et Gintoki, ainsi que ses amis, ont rejoint la guerre Joi pour sauver leur maître. Pendant cette période, il était connu sous le nom de "Démon Blanc" (白夜叉, Shiroyasha, "Démon Blanc") en raison de ses cheveux argentés et de son manteau blanc qu'il portait lors des batailles, ce qui, combiné à ses impressionnantes capacités de combattant, le rendait célèbre parmi ses camarades et semait la terreur chez les Amanto. Lors d'une période de la guerre Joi où lui, Katsura et Takasugi furent capturés par Tendosho sur ordre de Sada Sada, Gintoki fut contraint d'exécuter son maître, sans autre choix, juste avant la dernière volonté de ce dernier, sous les yeux de ses camarades.
Après la mort de son maître, Gintoki décide d'ouvrir une entreprise de freelance où il peut gérer les affaires à sa manière, tout en suivant son propre code de samouraï. Dans le cadre de son travail, il recrute deux employés : Shinpachi Shimura, un apprenti samouraï, et Kagura, une jeune extraterrestre, avec qui il tisse des liens proches,. Le groupe rencontre souvent des difficultés pour payer le loyer mensuel à Otose, la propriétaire de Gintoki, qu'il a juré de protéger après avoir mangé les offrandes destinées à la tombe de son mari.
Malgré son âge, Gintoki adopte souvent des comportements enfantins, notamment son appétit insatiable pour les sucreries. Cependant, son médecin lui a conseillé de contrôler sa consommation de sucre. Il est également obsédé par la lecture du magazine de mangas Weekly Shōnen Jump. Bien qu'il soit un combattant redoutable, maîtrisant parfaitement l'art du sabre, il se comporte souvent comme un lâche pour éviter les effusions de sang inutiles, en raison du traumatisme lié à la perte de la plupart de ses amis et alliés pendant la guerre Joi. Il a aussi un côté sadique, semblable à celui d'Okita Sougo. Cela pourrait expliquer pourquoi Sougo éprouve un certain attachement pour lui, l'appelant toujours "Boss" à chaque rencontre. Cela se manifeste par le traitement extrême qu'il réserve à Katsura, Sarutobi et Hijikata, ainsi que par sa tendance à abandonner facilement à certains moments, ce qui peut mener à des punitions et parfois même à la mort, qu'il gère sans problème et qu'il semble même apprécier. Il est très respectueux de la mémoire de son maître, Yoshida Shouyou, notamment à travers ses actions, comme l'ouverture d'une école pour enfants pauvres, où Gintoki fut le premier élève.
En tant que membre des "Quatre Rois Célestes", Gintoki est un épéiste extrêmement puissant. Tout au long de la série, il a démontré des compétences impressionnantes en escrime, étant capable de combattre à égalité contre Utsuro, la personnalité maléfique de son maître (contre qui Gintoki n’a jamais remporté un match), ou d'autres Amanto considérés comme les plus forts dans leur catégorie. Son style de combat à l'épée est brut, mais loin d'être non raffiné. Le bokuto qu'il manie est un Hoshikudaki (星砕, littéralement "destructeur d'étoiles"), qu'il achète à chaque fois qu'un de ses bâtons est brisé, via une émission de télé-achat. Avec cette épée, il est fréquemment vu en train de couper, écraser, dévier et détruire toutes sortes d'objets solides, tels qu'un canon en métal, ou déviant un sabre laser sans qu'aucun dommage ne soit visible. Cependant, Gintoki utilise parfois d'autres sabres, y compris des katana, en combat lorsqu'il se retrouve face à un ennemi plus fort. Bien que Gintoki soit plus que capable de vaincre des guerriers Amanto puissants et divers autres samouraïs, il n’hésitera pas à utiliser des ruses et des manipulations s’il s’agit d’obtenir une victoire rapide et facile.

### Dans d'autres médias
Bien qu'il fasse également partie de la franchise Gintama, Gintoki est aussi le personnage principal des histoires dérivées 3-Z Ginpachi-Sensei, où il incarne un professeur dans un lycée, supportant les idioties de ses élèves, qui sont tous des personnages de l'univers,. Les deux OVAs de la série mettent également en scène Gintoki, la première présentant plusieurs histoires secondaires, tandis que la seconde se concentre sur la période où Gintoki participe à la guerre contre les extraterrestres. Gintoki a été le personnage principal des deux films de la série. Le premier film, Gintama: Shinyaku Benizakura-hen, voit Gintoki reprendre son rôle de l'arc Benizakura, où il part à la recherche de son ami Kotaro Katsura ainsi que de l'épée mystérieuse Benizakura. Le second film, Gintama: Kanketsu-hen - Yorozuya yo Eien Nare, montre Gintoki voyager dans un futur où Edo a été détruite et devoir stopper la menace qui a ruiné la ville.
Le personnage de Gintoki est apparu dans plusieurs jeux vidéo basés sur la série Gintama,. Il a également été inclus en tant que combattant jouable dans deux jeux vidéo crossover basés sur le Weekly Shonen Jump : Jump Super Stars et Jump Ultimate Stars, à chaque fois aux côtés de Kagura,. Il apparaît également comme personnage jouable dans J-Stars Victory Vs et The King of Fighters All Star,. De plus, le costume de Gintoki est présent dans le jeu God Eater 2 en tant que skin alternatif.

## Réception
Gintoki reste le personnage le plus populaire de la série, selon les sondages réalisés dans le magazine Weekly Shōnen Jump. Il a également été largement représenté dans divers produits dérivés liés à la franchise,. Dans le journal japonais Newtype, Gintoki est fréquemment apparu parmi les dix meilleurs personnages masculins, se classant généralement entre la 7e et la 8e place,. Lors d’un autre sondage de Newtype en mars 2010, il a été élu huitième personnage masculin d’anime le plus populaire des années 2000. Dans les sondages de l’Anime Grand Prix, Gintoki a été voté comme l’un des personnages masculins d’anime les plus populaires,. Le distributeur musical japonais Recochoku a mené deux enquêtes annuelles sur les personnages d’anime avec lesquels les gens aimeraient se marier. Gintoki a obtenu la deuxième place, puis la première, dans la catégorie "Le personnage que je voudrais comme époux",. Des sondages réalisés sur les sites populaires Niconico et "ranking.goo.ne.jp" ont révélé que les fans féminines ont voté Gintoki comme le deuxième personnage masculin le plus séduisant dans l’ensemble et le septième personnage de Weekly Shōnen Jump le plus séduisant en anime, respectivement,. Enfin, Ike et Momiken, membres du groupe de rock japonais SPYAIR, ont déclaré que Gintoki était leur personnage préféré de la série, le trouvant à la fois cool et inspirant.
Le personnage de Gintoki a également reçu des critiques de la part de diverses publications occidentales spécialisées dans le manga, l'anime et d'autres médias. En examinant le cinquième volume du manga, Carlo Santos d'Anime News Network a trouvé que la personnalité de Gintoki était l'une des principales sources d'humour de la série, en soulignant la manière dont il parle et agit dans les chapitres. Cependant, dans les chapitres où Gintoki souffre d'amnésie, Santos a noté que sa personnalité modifiée dans cet état le rendait "décidément pas drôle". Deb Aoki, de Dotdash Meredith, a, quant à elle, décrit l'attitude insouciante de Gintoki et son désir de protéger les autres comme une continuation de la "tradition des anti-héros shōnen". Elle a également relevé ses "moments de faible taux de sucre dans le sang", qui le font paraître grognon. Michael Aronson de Manga Life a critiqué les expressions de Gintoki dans les premiers volumes de la série, affirmant qu'elles ne reflétaient pas toujours bien ses dialogues. Il a aussi mentionné que la série fonctionnait mieux lorsqu'elle se concentrait sur le travail de Gintoki, ajoutant que certains de ses combats contre d'autres personnages n'aidaient pas à renforcer la popularité de la série. Dans sa critique du premier film, Chris Homer de The Fandom Post a décrit Gintoki comme "un héros shōnen typique : un peu idiot, mais avec un grand cœur, capable de mobiliser sa puissance quand il doit protéger ses amis". Cependant, il a trouvé Kagura plus attachante que Gintoki dans son analyse. D'autres critiques négatives ont porté sur certains combats, comme celui entre Hijikata et Gintoki.
Lorsque la saison 2016 de l'anime a commencé, Gintoki a parodié un homme politique japonais, Ryutaro Nonomura, en pleurant à propos de l'utilisation abusive des fonds. Bien que cela n'ait eu aucune conséquence négative, le personnel de Shueisha, l'entreprise qui publie le manga, a avoué qu'ils se sentaient nerveux. Une autre parodie a été réalisée par Gintoki dans la sortie de l'anime de 2017, où il faisait référence à l'émission Gilgamesh Night, en raison du créneau horaire de la série.